# Agrostis bergiana
Agrostis bergiana là một loài thực vật có hoa trong họ Hòa thảo. Loài này được Trin. mô tả khoa học đầu tiên năm 1824.